# Polylepis tarapacana
Polylepis tarapacana е вид растение от семейство Розови (Rosaceae). Видът е почти застрашен от изчезване.

## Разпространение
Разпространен е в Боливия, Чили и Перу.